# Gaetana Tolomeo
Gaetana „Nuccia“ Tolomeo (* 10. April 1936 in Catanzaro; † 24. Januar 1997 ebenda) war eine italienische römisch-katholische Laiin, die in der römisch-katholischen Kirche als Selige verehrt wird. Ihr nichtgebotener Gedenktag in der Liturgie ist der 19. April.

## Leben

### Kindheit und Familie
Gaetana Tolomeo, genannt Nuccia, wurde laut Standesamtregister am 19. April 1936 in Catanzaro als Tochter von Salvatore Tolomeo und dessen Ehefrau Carmela Palermo geboren; als Pater Teodoro Diaco sie am 12. Juli 1936 in der Chiesa della Madonna del Rosario taufte, wurde als richtiges Geburtsdatum abweichend der 10. April 1936 eingetragen. Ihr Vater Salvatore betrieb ein Fuhrunternehmen und war finanziell gut gestellt. Ihre Mutter war eine sehr gläubige Frau und widmete sich ihrer Tochter mit Liebe und Hingabe.
Als sie ihre ersten Schritte machte, wurde bei ihr eine Fehlbildung der Gliedmaßen mit fortschreitender Lähmung diagnostiziert. Ihr Vater, der die Krankheit seiner einzigen Tochter nicht akzeptieren wollte, betrank sich, fluchte und wurde gewalttätig.
Ihr kleiner Bruder Giacinto starb im Alter von vier Jahren, als Nuccia während des Zweiten Weltkrieges in Asti bei einer Tante zu Gast war. Im Alter von neun Jahren ging Nuccia zur Erstkommunion und wurde vermutlich am selben Tag gefirmt.
Sie besuchte die Grundschule bis zur vierten Klasse. Sie wuchs zu Hause auf, umgeben von der Liebe und Zuneigung ihrer Cousinen Anna, Ida, Teresa und Silvana Chiefari. Aufgrund ihrer Behinderung konnte sie sich körperlich nicht normal entwickeln, so dass sie für den Rest ihres Lebens zu Hause entweder in einem Stuhl und/oder im Bett liegen musste.

### Ihre spirituelle Entwicklung
Mit der Hilfe und Unterstützung ihrer Mutter, von Ordensschwestern und Priestern, begann Nuccia einen lebenslangen Weg der Nachfolge Christi. Oft betete sie den Rosenkranz, den Nuccia ständig an ihren Händen trug, wie man auf allen Fotos sehen kann.
Sie hatte eine starke und entschlossene Persönlichkeit, liebte Musik, Sticken, Stricken und Lesen. Viele Menschen besuchten sie, und die Paulusschwestern brachten ihr Bücher über Spiritualität. Sie war etwa 15 Jahre alt, als sie mit dem Zug nach Lourdes fuhr. Dort opferte sie ihr Leben zur Bekehrung der Sünder auf, was in ihren viele geistlichen Schriften deutlich wird.

### Ihr Apostolat der Liebe und des Leidens
1966 war ein schwieriges Jahr für Nuccia: Ihr Vater erlitt einen finanziellen Zusammenbruch und sie selber riskierte einen Wundbrand in ihren Beinen.
In den 1970er Jahren empfing ihr Haus zwei berühmte Gäste: den Kapuzinerpater Mariano aus Turin, der durch Fernsehauftritte in ganz Italien bekannt war, und Natuzza Evolo, eine italienische Mystikerin. Mit Pater Mariano führte sie oft lange geistliche Telefongespräche. Auch mit Natuzza hat sie oft gesprochen.
1976 wurde die Folkloregruppe „Dei due mari – Città di Catanzaro“ ins Leben gerufen und Nuccias Haus wurde zum pulsierenden Herzen der gesamten Gruppe, deren geistige Führerin sie wurde. In jenen Jahren, als es in Mode war, den revolutionären Ideen von Mao anzuhängen, sprach Nuccia vielen Menschen und bekehrte sie zum Evangelium. Durch die Musik ermutigte sie junge Menschen, das Leben zu besingen und Gott zu loben.
In der Zwischenzeit hatte sich durch das ständige Liegen auf der linken Seite eine Wunde gebildet, die Nuccia mehrere Jahrzehnte lang bis zu ihrem Tod schweigend ertrug.
Am 30. Dezember 1980 starb Nuccias Vater an Prostatakrebs. Nuccia wurde zum Dreh- und Angelpunkt der ganzen Familie. Sie kümmerte sich besonders um die beiden Kinder ihrer Cousine Anna.
Im April 1989 besuchte der Erzbischof von Catanzaro, Monsignore Antonio Cantisani, Nuccia bei einem Pastoralbesuch in der Pfarrei, und sie sagte ihm, dass sie jeden Tag für ihn gebetet habe, seit er nach Catanzaro gekommen sei.
Am 20. November 1993 starb Nuccias Mutter.
In den ersten Monaten des Jahres 1994 lernte sie Federico Quaglini kennen und begann mit ihm eine sehr intensive Missionsarbeit bei „Radio Maria“. Ihre Botschaften, die sie in der Sendung „Il fratello“ (Der Bruder) und in der Kolumne „Beati gli ultimi“ (Selig sind die Letzten) verkündete, sind getragen von Menschlichkeit und Weisheit, voller Liebe zu den Verlassenen, den Armen, den Leidenden und der Jugend.
Viele Menschen riefen sie an oder schrieben ihr aus ganz Italien. Vor allem führte sie mit Häftlingen eine intensive Korrespondenz.
Nuccia erlitt ein Lungenödem und wurde in ein Krankenhaus eingeliefert, wo sie eine Bluttransfusion erhielt. Ihr Gesundheitszustand verschlechterte sich weiter bis zu ihrem Tod am 24. Januar 1997, der am nächsten Morgen in „Radio Maria“ bekannt gegeben wurde.
Am Abend ihrer Beerdigung verlas Federico Quaglini auf Radio Maria ihr geistliches Testament und das letzte Gebet, das Nuccia ihm geschickt hatte. In den Texten ist die ganze Spiritualität von Nuccia zusammengefasst, die sich dazu berufen fühlte, mit der ganzen Freude ihres Herzens in Jesus und in Maria ein Opfer der Liebe für die leidende Menschheit zu sein.

## Seligsprechung
Der Seligsprechungsprozess begann in der Erzdiözese Catanzaro-Squillace mit einer diözesanen Untersuchung ihres Lebens und ihres Rufs der Heiligkeit, die vom 31. Juli 2009 bis zu ihrem Abschluss am 24. Januar 2010 dauerte. Die formelle Einführung der Causa erfolgte erst am 25. September 2009 mit dem „nihil obstat“ der Kongregation für die Selig- und Heiligsprechungsprozesse. Rom bestätigte am 9. April 2011 den Diözesanprozess. Die Positio wurde am 10. Oktober 2012 bei der Kongregation eingereicht.
Am 6. April 2019 wurde Nuccia zur „Ehrwürdigen Dienerin Gottes“ ernannt, nachdem Papst Franziskus ein Dekret unterzeichnet hatte, in dem anerkannt wurde, dass sie ein Leben von heroischem Tugendgrad geführt hatte. Der Papst bestätigte am 29. September 2020 ein ihr zugeschriebenes Wunder, so dass ihre Seligsprechung am 3. Oktober 2021 in Catanzaro gefeiert werden konnte.

## Gedenktag
Ihr liturgischer Gedenktag ist ihr Geburtstag laut Standesamt, der 19. April.